# Single numer jeden w roku 1977 (USA)
Notowanie Billboard Hot 100 przedstawia najlepiej sprzedające się single w Stanach Zjednoczonych. Publikowane jest ono przez magazyn Billboard, a dane kompletowane są przez Nielsen SoundScan w oparciu o cotygodniowe wyniki sprzedaży cyfrowej oraz fizycznej singli, a także częstotliwość emitowania piosenek na antenach stacji radiowych.
| Data publikacji | Piosenka                                         | Artysta                           |
| --------------- | ------------------------------------------------ | --------------------------------- |
| 1 stycznia      | "Tonight’s the Night (Gonna Be Alright)"         | Rod Stewart                       |
| 8 stycznia      | "You Don't Have to Be a Star (To Be in My Show)" | Marilyn McCoo ft. Billy Davis Jr. |
| 15 stycznia     | "You Make Me Feel Like Dancing"                  | Leo Sayer                         |
| 22 stycznia     | "I Wish"                                         | Stevie Wonder                     |
| 29 stycznia     | "Car Wash"                                       | Rose Royce                        |
| 5 lutego        | "Torn Between Two Lovers"                        | Mary MacGregor                    |
| 12 lutego       | "Torn Between Two Lovers"                        | Mary MacGregor                    |
| 19 lutego       | "Blinded by the Light"                           | Manfred Mann’s Earth Band         |
| 26 lutego       | "New Kid in Town"                                | Eagles                            |
| 5 marca         | "Evergreen (Love Theme from A Star Is Born)"     | Barbra Streisand                  |
| 12 marca        | "Evergreen (Love Theme from A Star Is Born)"     | Barbra Streisand                  |
| 19 marca        | "Evergreen (Love Theme from A Star Is Born)"     | Barbra Streisand                  |
| 26 marca        | "Rich Girl"                                      | Hall & Oates                      |
| 2 kwietnia      | "Rich Girl"                                      | Hall & Oates                      |
| 9 kwietnia      | "Dancing Queen"                                  | ABBA                              |
| 16 kwietnia     | "Don’t Give Up on Us"                            | David Soul                        |
| 23 kwietnia     | "Don't Leave Me This Way"                        | Thelma Houston                    |
| 30 kwietnia     | "Southern Nights"                                | Glen Campbell                     |
| 7 maja          | "Hotel California"                               | Eagles                            |
| 14 maja         | "When I Need You"                                | Leo Sayer                         |
| 21 maja         | "Sir Duke"                                       | Stevie Wonder                     |
| 28 maja         | "Sir Duke"                                       | Stevie Wonder                     |
| 4 czerwca       | "Sir Duke"                                       | Stevie Wonder                     |
| 11 czerwca      | "I’m Your Boogie Man"                            | KC & The Sunshine Band            |
| 18 czerwca      | "Dreams"                                         | Fleetwood Mac                     |
| 25 czerwca      | "Got to Give It Up"                              | Marvin Gaye                       |
| 2 lipca         | "Gonna Fly Now"                                  | Bill Conti                        |
| 9 lipca         | "Undercover Angel"                               | Alan O’Day                        |
| 16 lipca        | "Da Doo Ron Ron"                                 | Shaun Cassidy                     |
| 23 lipca        | "Looks Like We Made It"                          | Barry Manilow                     |
| 30 lipca        | "I Just Want to Be Your Everything"              | Andy Gibb                         |
| 6 sierpnia      | "I Just Want to Be Your Everything"              | Andy Gibb                         |
| 13 sierpnia     | "I Just Want to Be Your Everything"              | Andy Gibb                         |
| 20 sierpnia     | "Best of My Love"                                | The Emotions                      |
| 27 sierpnia     | "Best of My Love"                                | The Emotions                      |
| 3 września      | "Best of My Love"                                | The Emotions                      |
| 10 września     | "Best of My Love"                                | The Emotions                      |
| 17 września     | "I Just Want to Be Your Everything"              | Andy Gibb                         |
| 24 września     | "Best of My Love"                                | The Emotions                      |
| 1 października  | "Star Wars Theme/Cantina Band"                   | Meco                              |
| 8 października  | "Star Wars Theme/Cantina Band"                   | Meco                              |
| 15 października | "You Light Up My Life"                           | Debby Boone                       |
| 22 października | "You Light Up My Life"                           | Debby Boone                       |
| 29 października | "You Light Up My Life"                           | Debby Boone                       |
| 5 listopada     | "You Light Up My Life"                           | Debby Boone                       |
| 12 listopada    | "You Light Up My Life"                           | Debby Boone                       |
| 19 listopada    | "You Light Up My Life"                           | Debby Boone                       |
| 26 listopada    | "You Light Up My Life"                           | Debby Boone                       |
| 3 grudnia       | "You Light Up My Life"                           | Debby Boone                       |
| 10 grudnia      | "You Light Up My Life"                           | Debby Boone                       |
| 17 grudnia      | "You Light Up My Life"                           | Debby Boone                       |
| 24 grudnia      | "How Deep Is Your Love"                          | Bee Gees                          |
| 31 grudnia      | "How Deep Is Your Love"                          | Bee Gees                          |